# 240 Vanadis
Vanadis /ˈvɑːnə.dɪs/ (định danh hành tinh vi hình: 240 Vanadis) là một tiểu hành tinh khá lớn ở vành đai chính. Nó rất tối và được phân loại là tiểu hành tinh kiểu C, thành phần cấu tạo của nó có lẽ bằng cacbonat nguyên thủy.
Ngày 27 tháng 8 năm 1884, nhà thiên văn học người Pháp Alphonse L. N. Borrelly phát hiện tiểu hành tinh Vanadis khi ông thực hiện quan sát ở Marseille và đặt tên nó theo tên Freyja (Vanadis), nữ thần sinh sản nhiều trong thần thoại Bắc Âu.